# Reggis Onwukamuche
Reggis Onwukamuche (Missouri City, 18 marzo 1992) è un ex cestista statunitense.